# Puno (região)
Puno é uma das 25 regiões do Peru, sua capital é a cidade de Puno.

## Províncias (capital)
1. Azángaro (Azángaro)
2. Carabaya (Macusani)
3. Chucuito (Juli)
4. El Collao (Ilave)
5. Huancané (Huancané)
6. Lampa (Lampa)
7. Melgar (Ayaviri)
8. Moho (Moho)
9. Puno (Puno)
10. San Antonio de Putina (Putina)
11. Sandia (Sandia)
12. San Román (Juliaca)
13. Yunguyo (Yunguyo)